# Luisa Šarlota Šlesvicko-Holštýnsko-Sonderbursko-Glücksburská
Luisa Šarlota Šlesvicko-Holštýnsko-Sonderbursko-Glücksburská (5. března 1749 Glücksburg – 30. března 1812 Köthen) byla dánská princezna a později sňatkem anhaltsko-köthenská kněžna.

## Život
Narodila se v Glücksburgu jako druhá dcera vévody Fridricha Šlesvicko-Holštýnsko-Sonderbursko-Glücksburského a jeho manželky hraběnky Jindřišky Augusty z Lippe-Detmoldu. Ve svém rodném městě byla 26. července 1763 provdána za knížete Karla Jiřího Anhaltsko-Köthenského. Narodili se jim tři synové a tři dcery, které však všechny zemřely v dětství.
- 1. Karolína Luisa (8. 1. 1767 Köthen – 8. 2. 1768 tamtéž)[1]
- 2. August Kristián Fridrich (18. 11. 1769 Köthen – 5. 5. 1812 tamtéž), kníže anhaltsko-köthenský v letech 1789–1806 a poté od roku 1806 až do své smrti anhaltsko-köthenský vévoda[2]
- 3. Karel Vilém (5. 1. 1771 Köthen – 8. 11. 1793), zemřel na následky zranění útrpěných v bitvě u Wattignies, svobodný a bezdětný[3]
- 4. Luisa Frederika (30. 8. 1772 Köthen – 28. 12. 1775 tamtéž)[4]
- 5. Ludvík (25. 9. 1778 Köthen – 16. 9. 1802 tamtéž)[5]
⚭ 1800 Luisa Karolína Hesensko-Darmstadtská (16. 1. 1779 Darmstadt – 18. 4. 1811 Köthen)[6]
- 6. Frederika Vilemína (7. 9. 1780 Köthen – 21. 7. 1781 tamtéž)[7]

Luisa Šarlota přežila svého manžela i všechny své děti. Zemřela v Köthenu 30. března 1812 ve věku 63 let.